# 竹园头
竹园头是中国广东省广州市从化区的一个自然村。在太平镇东北面约10千米，属共星村管辖。清朝中期，村民自增城西下围迁移至此。由于此地竹子繁盛，因而得名为竹园头。1998年时，全村人口388人。